# 希布托區
24°40′59″S 33°31′59″E / 24.683°S 33.533°E

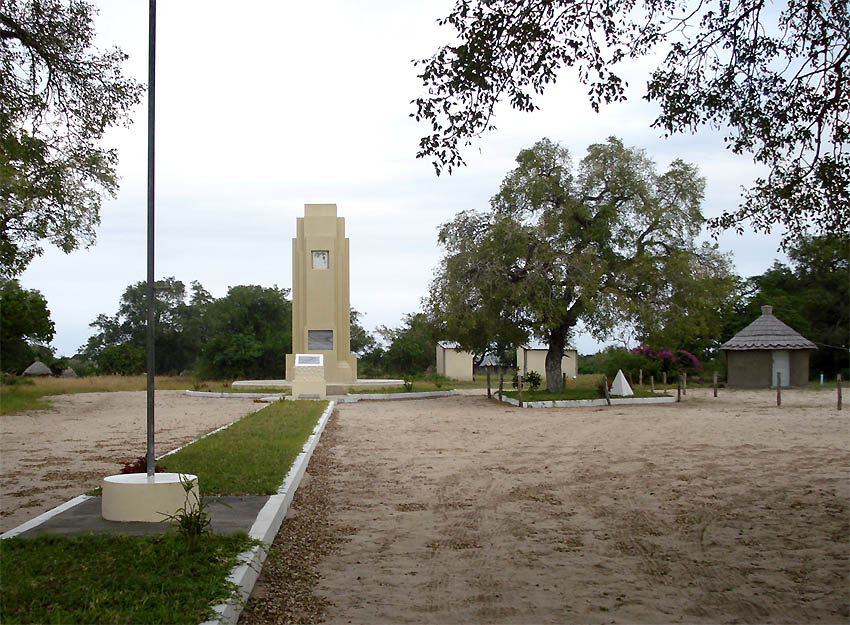

希布托區（葡萄牙語：Chibuto），是莫桑比克的行政區，位於該國南部，由加扎省負責管轄，首府設於希布托，面積5,653平方公里，2007年人口197,214，人口密度每平方公里35人。